# Adrian Schindler
Adrian Schindler OFM (?- 1703), též Hadrian Schindler byl františkán německého jazyka působící v Čechách a ve Slezsku. Do řádu vstoupil někdy před rokem 1654. Působil jako německý kazatel v Plzni, na této pozici byl potvrzen provinční kapitulou roku 1657. Přinejmenším v 60. a pak v 80. a 90. letech pobýval v klášteře ve slezském Hlohově, kde byl literárně činný a zpracoval alespoň dva ze svých níže uvedených tiskem vydaných titulů. Podle františkánské historiografie patřil k „nejúspějšnějším bojovníkům církve“ proti protestantismu v Čechách 17. století. Zemřel 30. října 1703 v slezském Hlohově.

## Dílo
Těžiště Schindlerova literárního díla spočívá v asketické literatuře na podporu duchovního života a vzešly ze zapojení řeholníka do náboženských bratrstev:
- Geistliches Rosen-Gärtlein. Dyhernfurth nad Odrou (dnes polský Brzeg Dolny) : Jan Theophil Kopidlanský, 1669.[pozn. 1]
- Academia mortis, exhibens mortalibus pro totius anni diebus lectiones sacras - kniha rozjímání o smrti pro každý den v roce. Vznikla dle předmluvy ve spojitosti s bratrstvem pro podporu zemřelých fungujícím při františkánském kostele v Hlohově, dedikována bylo v první řadě rektorovi a protektorovi bratrstva Kryštofu Václavu z Nostic, tehdy hejtmanu hlohovského knížectví.[pozn. 2] Lze předpokládat, že Schindler dílo tvořil přímo v Hlohově ve spojitosti s bratrstvem a dokončil jej v roce 1685 nebo počátkem roku 1686.[pozn. 3] Tato meditativní příručka patřila do oblasti literatury „ars moriendi“, která byla velmi populární v barokní zbožnosti.[4] Také Schindlerova rozjímání, které vybral ze starších autorů, jako byl francouzský františkánský kazatel Philippe Bosquier (1561/62–1636), si evidentně záhy získala nemalou oblibu i přesto, že dílo vycházelo jen latinsky, německé či české verze se dosud nepodařilo zjistit. První vydání vyšlo v Hlohovu nepříliš vzdáleném městě Wschowa (orig. Fraustadii) v tiskařské dílně Johanna Christopha Wilda roku 1688.[pozn. 4] Pro zřejmý zájem u knihkupců však záhy následovala další vydání v Německu a Slezsku – v Nise dílo vytiskl městská tiskař Christophor Lertz na náklady brněnského knihkupce Jana Štěpána Huebera roku 1689[pozn. 5] a v Kolíně nad Rýnem Wilhelm a Franz Metternichové v roce 1691[pozn. 6] a pak ještě jednou již jen Franz Metternich roku 1698.[pozn. 7]
- Latinská verze „akademie smrti“ se zřejmě ukázala nesrozumitelná pro lidi bez hlubšího vzdělání, a tak byla vytištěna i německá verze Geistliches Blumen- Gärtlein, Lust und Erquickung der Seelen, Verdeutschter Academiae Mortis, jíž dal knižní podobu opět Johann Christoph Wild ve městě Wschowa roku 1691, tedy tři léta po latinské verzi.[pozn. 8]
- Miraculum hispanicum S. Antonius Paduanus transplantatum in hortum alterum ..., někdy uváděné dle pokračování názvu jako Exercitium pium Antonianum. Knížku o Antonínu z Padovy doplněnou o rozjímání a modlitby k tomuto světci napsal bratr Adrian během svého pobytu v Hlohově a vytiskl ji zase Johann Christoph Wild v tentokrát již městě Schlichttingsheim (dnes Szlichtyngowa v Polsku) v roce 1694.[pozn. 9]
- Refectio sacra seu Exercitia religiosa militiae Seraphicae FF. Minorum de Obser. Reforma Poprvé údajně vydána v Poznani,[pozn. 10] aktualizovanou podobu pak v Olomouci vytiskl Vít Jindřich Ettel roku 1665.[pozn. 11] Dochování ve fondech klášterů různých řádů naznačuje, že si kapesní knížečka rozjímání pro řeholníky našla oblibu i mimo františkánský řád, jemuž byla určena.